# 塞爾克山
19°39′S 66°27′W / 19.650°S 66.450°W
塞爾克山（Sirk'i），是玻利維亞的山峰，位於該國西南部波托西省，屬於安第斯山脈的一部分，處於新蒙多火山以北14公里，海拔高度5,107米。